# FDP-Bundesparteitag 2021
Koordinaten: 52° 29′ 56,2″ N, 13° 22′ 28,3″ O

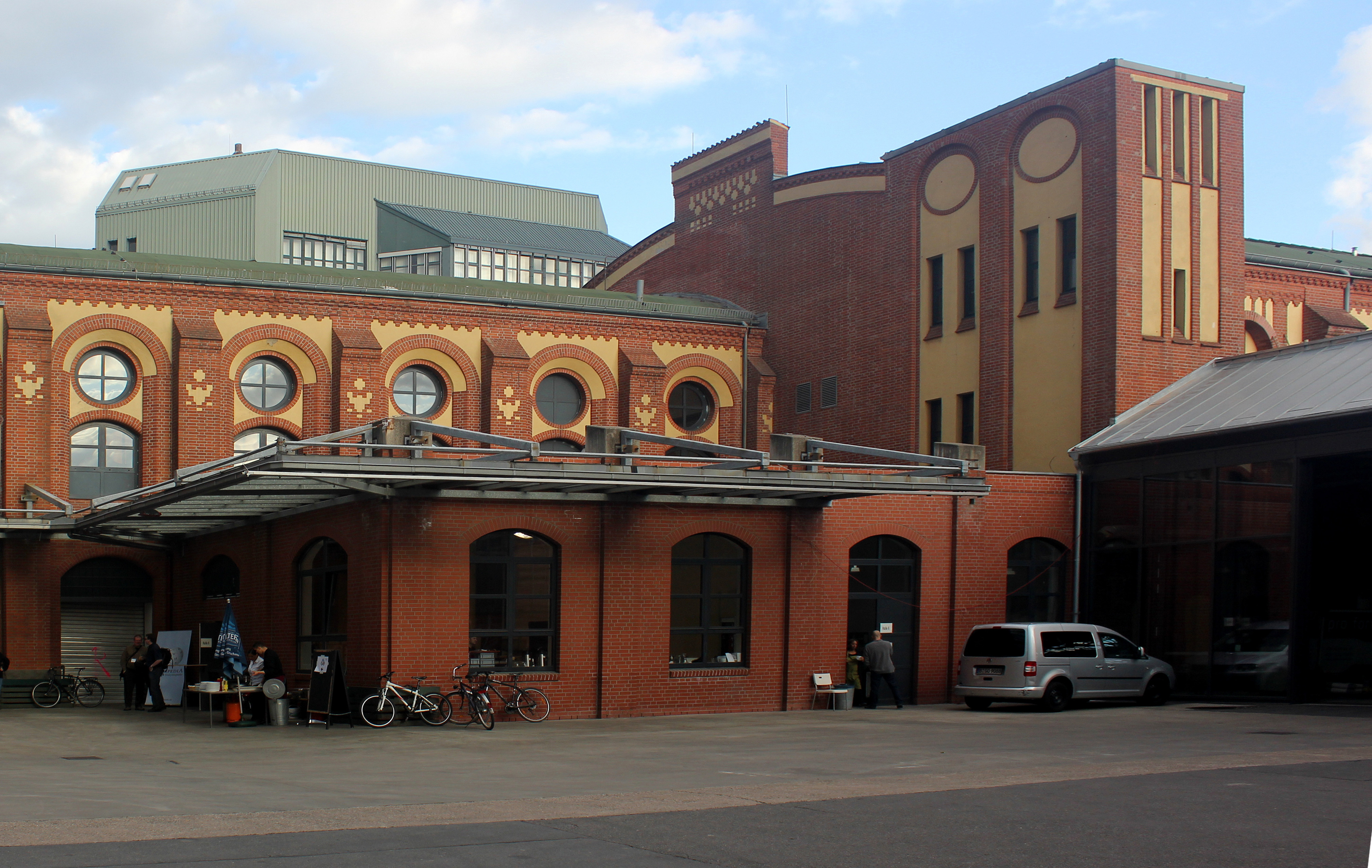
STATION Berlin

Der FDP-Bundesparteitag 2021 fand vom 14. bis 16. Mai 2021 im Messezentrum STATION-Berlin in Berlin statt. Es handelt sich um den 72. ordentlichen Bundesparteitag der FDP in der Bundesrepublik Deutschland.

## Ablauf
Der Parteitag stand im Zeichen der Bundestagswahl 2021: Die Delegierten verabschiedeten das Wahlprogramm der FDP mit dem Titel „Nie gab es mehr zu tun“. Er fand aufgrund der COVID-19-Pandemie digital statt und wurde am 14. Mai 2021 durch den stellvertretenden Bundesvorsitzenden Wolfgang Kubicki eröffnet. Es folgten unter anderem Wahlen zum Bundesvorstand und Präsidium sowie ein Rechenschaftsbericht des Parteivorsitzenden Christian Lindner.

## Bundesvorstand
Dem Bundesvorstand gehören nach der Neuwahl 2021 an:
| Position                                   | Name |
| ------------------------------------------ | --- |
| Vorsitzender                               | Christian Lindner |
| Stellvertretender Vorsitzender             | Wolfgang Kubicki |
| Stellvertretende Vorsitzende               | Nicola Beer |
| Stellvertretende Vorsitzende               | Johannes Vogel |
| Schatzmeister                              | Harald Christ |
| Beisitzer im Präsidium                     | Michael Theurer |
| Beisitzer im Präsidium                     | Bettina Stark-Watzinger |
| Beisitzer im Präsidium                     | Lydia Hüskens |
| Generalsekretär                            | Volker Wissing |
| 1. Abteilung Beisitzer im Bundesvorstand 1 | Michael Georg Link (Baden-Württemberg) Katja Hessel (Bayern), Daniela Kluckert (Berlin), Linda Teuteberg (Brandenburg), Lencke Wischhusen (Bremen), Michael Kruse (Hamburg), René Rock (Hessen), René Domke (Mecklenburg-Vorpommern), Sylvia Bruns (Niedersachsen), Marie-Agnes Strack-Zimmermann (Nordrhein-Westfalen), Daniela Schmitt (Rheinland-Pfalz), Oliver Luksic (Saarland), Torsten Herbst (Sachsen), Marcus Faber (Sachsen-Anhalt), Christopher Vogt (Schleswig-Holstein), Gerald Ulrich (Thüringen)                                                                                    |
| 2. Abteilung Beisitzer im Bundesvorstand   | Otto Fricke (Nordrhein-Westfalen), Konstantin Kuhle (Niedersachsen), Gyde Jensen (Schleswig-Holstein), Judith Skudelny (Baden-Württemberg), Christian Dürr (Niedersachsen), Jens Teutrine (Junge Liberale), Florian Toncar (Baden-Württemberg), Maren Jasper-Winter (Berlin), Ria Schröder (Hamburg), Stefan Birkner (Niedersachsen), Yvonne Gebauer (Nordrhein-Westfalen), Bijan Djir-Sarai (Nordrhein-Westfalen), Pascal Kober (Baden-Württemberg), Lukas Köhler (Bayern), Sandra Weeser (Rheinland-Pfalz), Martin Hagen (Bayern), Moritz Promny (Hessen), Christof Rasche (Nordrhein-Westfalen) |